# ضرائب الميراث

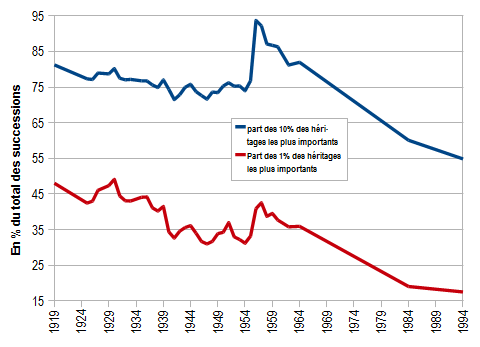
حصة أعلى 1% و10% من الميراث من إجمالي الثروة الموروثة في فرنسا (1919 - 1994).

ضريبة الميراث (بالإنجليزية: Inheritance tax)‏، هي ضريبة يدفعها الشخص الذي يرث أموالًا، أو ممتلكات لشخص مات، في حين أن ضريبة التركات، هي ضريبة على التركة (الأموال، والممتلكات) للشخص المتوفى.

## تاريخياً

### روما القديمة
- لم يتم تسجيل ضريبة الميراث للجمهورية الرومانية، على الرغم من الأدلة الوفيرة لقانون الوصية.
- وراثة الرذائل («عشرون من الميراث») فرضها إمبراطور روما الأول، أغسطس قيصر، في العقد الأخير من حكمه.[2]
- تُطبق ضريبة 5% فقط على الميراث التي يتم الحصول عليها من خلال الوصية، وتم إعفاء الأقارب من دفعها، بما في ذلك أجداد المتوفى، والوالدينK والأبناء، والأحفاد، والأشقاء.[3]
- كانت مسألة ما إذا كان الزوج معفيًا أمرًا معقدًا - منذ أواخر الجمهورية فصاعدًا، احتفظ الأزواج والزوجات بممتلكاتهم الخاصة منفصلة بدقة، لأن المرأة الرومانية، ظلت جزءًا من عائلتها الأصلية، وليست تحت السيطرة القانونية لزوجها.
- ربما أعفت القيم الاجتماعية الرومانية على الولاء الزوجي الزوج. تم أيضًا إعفاء العقارات التي تقل عن قيمة معينة من الضريبة، وفقًا لأحد المصادر،[4] لكن هناك أدلة أخرى تشير إلى أن هذا كان هو الحال فقط في السنوات الأولى من حكم تراجان.
- ذهبت عائدات الضرائب إلى صندوق لدفع مزايا التقاعد العسكري (aerarium Militare)، جنبًا إلى جنب مع تلك المتأتية من ضريبة المبيعات الجديدة (centesima rerum venalium)، وهي ضريبة بنسبة 1% على البضائع المباعة في المزاد.[5]
- تم توثيق ضريبة الميراث على نطاق واسع في المصادر المتعلقة بالقانون الروماني، والنقوش، والبرديات.[6] كانت واحدة من ثلاث ضرائب غير مباشرة رئيسية، تُفرض على المواطنين الرومان في مقاطعات الإمبراطورية.[7]